# غريغوريو مانزانو
غريغوريو مانزانو باليستيروس، (بالإسبانية: Gregorio Manzano Ballesteros)‏، (من مواليد 11 مارس 1956 في بايلين في مقاطعة جيان في الأندلس في إسبانيا) مدرب كرة قدم إسباني يدرب حالياً نادي نادى بكين غوان الصينى.

## وصلات خارجية
- غريغوريو مانزانو على موقع قاعدة بيانات كرة القدم.إي يو (الإنجليزية)
- غريغوريو مانزانو على موقع بيانات كرة القدم. دي إي (الألمانية)
- غريغوريو مانزانو على موقع عالم كرة القدم.نت (الإنجليزية)